# The Strange Case Of...
The Strange Case Of... är det andra studioalbumet med hårdrocksbandet Halestorm, utgivet 2012. 
Den första singeln från albumet Love Bites (So Do I) vann ett Grammy Award år 2013 i kategorin Best Hard Rock/Metal Performance.

## Låtlista
1. Love Bites (So Do I) (Lzzy Hale, David Bassett) - 3:11
2. Mz. Hyde (Lzzy Hale, Scott Stevens) - 3:22
3. I Miss The Misery (Lzzy Hale, Christine Danielle Connolly, Scott Stevens) - 3:03
4. Freak Like Me (Lzzy Hale, Johnny Andrews, Rob Graves) - 3:38
5. Beautiful With You (Lzzy Hale, Nina Ossoff, Dana Calitri, Maria Sommer) - 3:16
6. In Your Room (Lzzy Hale, Zachary Maloy) - 2:46
7. Break In (Lzzy Hale, Aimée Proal, Rob Graves, Mark L. Holman) - 4:45
8. Rock Show (Lzzy Hale, Julian Emery, Jim Irvin) - 3:19
9. Daughters Of Darkness (Lzzy Hale, Blair Daly) - 3:55
10. You Call Me A Bitch Like It's A Bad Thing (Lzzy Hale, Nina Ossoff, Dana Calitri, Martin Briley) - 3:11
11. American Boys (Lzzy Hale, Robert Huff) - 3:28
12. Here's To Us (Lzzy Hale, Toby Gad, Danielle Brisebois) - 2:57

### Deluxe Edition
13. Don't Know How To Stop (Lzzy Hale, Julian Emery, Jim Irvin, Jason Keith Perry) - 3:55 

14. Private Parts med (James Michael från Sixx:A.M.)  (Lzzy Hale, James Michael) - 3:59 

15. Hate It When You See Me Cry (Lzzy Hale) - 3:11

#### Japansk utgåva (taget från Reanimate: The Covers EP)
13. Slave To The Grind (Skid Row cover) (Sebastian Bach, Rachel Bolan, Dave "The Snake" Sabo) - 3:31 

14. Bad Romance (Lady Gaga cover) (Lady Gaga, Nadir Khayat) - 4:08 

15. Hunger Strike (Temple Of The Dog cover) (Chris Cornell) - 3:53 

16. All I Wanna Do Is Make Love To You (Heart cover) (Robert John "Mutt" Lange) - 5:02 

17. I Want You (She's So Heavy) (The Beatles cover) (John Lennon) - 6:49

##### Nyutgåva bonuslåt
13. Here's To Us (Guest Version) med (Slash, Wolfgang Van Halen, Brent Smith, Myles Kennedy, James Michael, Tyler Connolly, David Draiman och Maria Brink) (Lzzy Hale, Toby Gad, Danielle Brisebois) - 3:15

## Hello, It's Mz. Hyde EP
Bandet släppte denna EP 24 januari 2012 med 4 låtar som skulle vara med på albumet The Strange Case Of... som är med på albumet.
1. Love Bites (So Do I)
2. Rock Show
3. Daughters Of Darkness
4. Here's To Us

## Singlar
- Love Bites (So Do I) Släpptes 24 januari 2012
- I Miss The Misery Släpptes 22 juli 2012
- Freak Like Me Släpptes 8 januari 2013
- Here's To Us Släpptes 14 maj 2013
- Mz. Hyde Släpptes 21 oktober 2013
- Rock Show (PR-Singel) Släpptes 2013
- American Boys (PR-Singel) Släpptes 2014